# Geococcus johorensis
Geococcus johorensis är en insektsart som beskrevs av Williams 1969. Geococcus johorensis ingår i släktet Geococcus och familjen ullsköldlöss. Inga underarter finns listade i Catalogue of Life.